# Modena Football Club 1972-1973
Questa voce raccoglie le informazioni riguardanti il Modena Football Club nelle competizioni ufficiali della stagione 1972-1973.

## Rosa
| N. |                   | Ruolo | Calciatore           |
| -- | ----------------- | ----- | -------------------- |
|    | Italia (bandiera) | C     | Walter Balestri      |
|    | Italia (bandiera) | C     | Fabrizio Boccolari   |
|    | Italia (bandiera) |       | Bombarda             |
|    | Italia (bandiera) | A     | Giuliano Boscolo     |
|    | Italia (bandiera) | C     | Silvano Colusso      |
|    | Italia (bandiera) | C     | Renzo Corni          |
|    | Italia (bandiera) | A     | Francesco Di Mario   |
|    | Italia (bandiera) |       | Frabetti             |
|    | Italia (bandiera) | A     | Giordano Galli       |
|    | Italia (bandiera) | D     | Alessandro Gibellini |
|    | Italia (bandiera) | A     | Aldo Gravante        |
|    | Italia (bandiera) | A     | Gianpaolo Incerti    |

| N. |                   | Ruolo | Calciatore           |
| -- | ----------------- | ----- | -------------------- |
|    | Italia (bandiera) | D     | Angelo Lodi          |
|    | Italia (bandiera) | D     | Vasco Marinelli      |
|    | Italia (bandiera) | D     | Gabriele Matricciani |
|    | Italia (bandiera) | D     | Mauro Melotti        |
|    | Italia (bandiera) | P     | Renato Piccoli       |
|    | Italia (bandiera) |       | Quattrin             |
|    | Italia (bandiera) | C     | Flavio Ronchi        |
|    | Italia (bandiera) | C     | Biagio Savarese      |
|    | Italia (bandiera) | D     | Umberto Strucchi     |
|    | Italia (bandiera) | D     | Giovanni Talami      |
|    | Italia (bandiera) | C     | Paolo Tuttino        |